# 広島光
広島 光（ひろしま こう、1976年〈昭和51年〉1月22日 - ）は、日本の俳優。東京都出身。所属事務所はケイパーク。

## 経歴
1994年4月に演劇集団円付属養成所に入所。専攻科を経て、俳優、演出家の壌晴彦に師事。
1998年に壌晴彦の主催するプロデュース集団、 演劇倶楽部『座』に登録し舞台経験を重ねる。
2005年9月、新宿梁山泊に入団。

## 出演

### 舞台
- ビニールの城（2016年、Bunkamura　作：唐十郎　演出：金守珍）[2]
- 唐版　風の又三郎（2019年、Bunkamura　作：唐十郎　演出：金守珍）
- ピサロ（2020年3月 - 4月、東京・PARCO劇場）チャルクチマ役
- ピサロ（2021年5月15日 - 6月6日、東京・PARCO劇場）チャルクチマ役
- 泥人魚（2021年12月6日 - 29日、東京・Bunkamura シアターコクーン）夕ちゃん役
- おちょこの傘持つメリー・ポピンズ（2024年6月15日 - 25日、花園神社境内 特設紫テント）[3]
- ジャガーの眼（2024年10月14日 - 23日、赤坂サカス広場 特設紫テント）[4]

### 映画
- 2001年 夜を賭けて（金守珍監督）
- 2004年 ガラスの使徒（金守珍監督）
- 2010年 半次郎（五十嵐匠監督）辺見十郎太役

### テレビ
- 2002年 NHK　金曜時代劇「春が来た」
- 2007年 NHK ハイビジョン特集「朝鮮通信使」
- 2008年 NHK 土曜ドラマ「トップセールス」
- 2009年 NHK 「私が子どもだったころ」大鶴義丹篇
- 2010年 NHK 土曜時代劇「桂ちづる診察日録」
- 2014年 テレビ朝日 「おとり捜査官・北見志穂 18 」
- 2019年 テレビ朝日 「古舘トーキングヒストリー」
- TBS 「伝説の日本人を超えろ！サムライチャレンジ」‘那須与一・扇の伝説篇‘ドラマ 平教経の家来役

### CM
- サントリー「伊右衛門」

### ウェブドラマ
- 逃亡料理人ワタナベ 五皿目・六皿目（2019年4月20日・27日、ひかりTV）

### 新宿梁山泊
- 2005年 7 - 9月　紫テント韓国巡業公演「唐版風の又三郎」[5]
- 2007年 12月 新宿梁山泊 20周年記念決定版「少女都市からの呼び声」（主演）
- 2010年 1月　新宿梁山泊第 42回公演「トラジ」（主演）
- 2012年 8月　新宿梁山泊 47回公演「百年風の仲間たち」主演
- 2013年 10月 新宿梁山泊第 51回公演「月の家」主演
- 2014年 6月　新宿梁山泊第 52回公演「ジャガーの眼 」
- 2015年 6月　新宿梁山泊第 53回公演 「ハムレット」主演
- 2015年 6月　新宿梁山泊第 55回公演「二都物語」
- 2015年 6月　新宿梁山泊第 56回公演 「少女仮面」主演
- 2017年 11月 新宿梁山泊第 53回公演 「オセロー」主演
- 2019年 6月　新宿梁山泊第 57回公演「蛇姫様 わが心の奈蛇」
- 2019年 8月　新宿梁山泊第 67回公演 「烈々ロと燃え散りし あの花かんざしよ」
- 2020年 8月　新宿梁山泊第 68回公演「風まかせ 人まかせ」
- 2020年 11月 新宿梁山泊第 69回公演「犬狼都市」